# К осмысленной жизни
К осмысленной жизни (англ. Toward a Meaningful Life) — книга, написанная хасидским писателем Хабада Саймоном Якобсоном. Книга легла в основу курса из шести частей под названием «На пути к осмысленной жизни: путешествие в поисках души для каждого еврея», разработанного Еврейским образовательным институтом. В книге излагаются учения раввина Менахема-Мендла Шнеерсона, седьмого Ребе Хабада.

## Концепции
В книге «К осмысленной жизни» излагаются идеи философии Хабада и, в частности, учения седьмого Ребе Хабада, раввина Менахема-Мендла Шнеерсона.
Одним из центральных понятий, исследуемых Якобсоном, является душа. По словам Якобсона, душа — это божественная энергия, «пламя Бога», «маленькая частичка бесконечности, которая находится внутри вас».
Вера считается центральным компонентом общественного порядка. Согласно книге, жизнь без веры была бы «беспорядочной чередой логических и нелогичных ошибок».
Якобсон рассматривает благотворительность как нечто большее, чем просто физический акт. Став дарителем и участником жизни, человек освящает свою жизнь, поскольку даритель имеет потенциал стать соучастником в создании и развитии Вселенной.